# Южнокитайски планини
Южнокитайските планини са планини в южната част на Източен Китай, в пределите на Южнокитайската платформа. Образуват голяма, изпъкнала на югоизток дъга, включваща планините Нанлин на запад и югозапад и Уишан на изток и североизток, с обща дължина около 2000 km. Освен двете планински системи към Южнокитайските планини се причисляват планинските масиви разположени между тези две планини и долината по долното течение на река Яндзъ на север. Преобладаващите височини са 800 – 1000 m, максимална връх Уишан 2158 m в едноименната планина. Осовите зони на хребетите са изградени предимно от гранити и други кристалинни скали, а по перифериите им са разпространени варовици, пясъчници и глинести шисти, в които са развити „гъби“, „колони“ и други карстови форми на релефа в резултат от изветрянето на варовиците и пясъчниците. Стъпаловидните склонове на планините са дълбоко разчленени от лабиринтообразна мрежа от речни долини (предимно от басейна на река Яндзъ). Годишната сума на валежите е 1300 – 1700 mm с максимум през лятото. Южнокитайските планини са важна климатична бариера, на север от която преобладават субтропичните, а на юг – тропичните ландшафти. Северните склонове на хребетите са обрасли с широколистни гори съставени от дъб, бряст, габър, бук, а южните – с гори, в които преобладават вечнозелените видове – лаврово дърво, магнолия, камелия и други видове.